# Pheosia gelukpa
Pheosia gelukpa är en fjärilsart som beskrevs av M.Gaede 1933. Pheosia gelukpa ingår i släktet Pheosia och familjen tandspinnare. Inga underarter finns listade i Catalogue of Life.